# Małkowo
Małkowo (kaszub. Môłkòwò, niem. Mahlkau, Malkau) – wieś kaszubska w Polsce położona w województwie pomorskim, w powiecie kartuskim, w gminie Żukowo.

## Toponimia
Nazwa wsi naprawdopodobniej pochodzi od imienia lub nazwiska Małk/Małek (osoba niewielkiego wzrostu), wskazuje na to końcówka -owo.
W dokumentach wieś Małkowo występowała pod różnymi nazwami. Jednymi z pierwszych źródeł pisanych wspominających wieś są zapisy wykonane podczas wizytacji Hieronima Rozrażewskiego w roku 1583, wieś została wtedy wymieniona jako Malkowo. W XVII wieku wieś występowała pod nazwami Małkowo (1608), Mołkowo (1617), Molkowo (1619) oraz Malcowo (1645). W 1749 roku Georgius Schwengel opisał wieś pod nazwą Malkowo. W słowniku geograficznym Królestwa Polskiego (1885) wieś opisywana jest pod nazwami Malkowy, Małkowo, Malkowo, niem. Mahlkau.

## Historia

### XIV-XVI wiek
Historia miejscowości sięga XIV wieku, kiedy to w 1339 roku Dietrich von Altenburg przekazał ziemie wsi Janowi w zamian za zasługi dla zakonu krzyżackiego. W 1380 roku w wyniku powstania nowej wsi Słupno (obecnie Młynek), wieś utraciła 21 włók (około 377 ha). W ciągu następnych lat wieś miała wielu właścicieli oraz stopniowo coraz większą jej część posiadał we własności zakon kartuzów. Zakon posiadał całą wieś w roku 1437. Przywilej sołecki został nadany wsi w 1547 roku. Wizytacja Hieronima Rozrażewskiego w 1583 roku stwierdziła iż wieś zamieszkiwało w tamtym czasie 30 gburów. 

### XVII-XIX wiek
Wojny XVII i XVIII wieku spowodowały zahamowanie rozwoju wsi oraz jej ubożenie. W 1693 roku zakwaterowano we wsi 18 żołnierzy konnych z rozkazu Daniela Meiera. Kolejnym dużym obciążeniem dla miejscowości była konieczność utrzymywania stacjonującej w miejscowości grupy polskiego wojska w 1701 roku. Ze względu na pogorszającą się sytuację majątkową wsi, klasztor kartuzów do których należała miejscowość zmuszeni oni byli zastawić miejscowość w roku 1701 Kazimierzowi Czapskiemu, lecz udało się zakonnikom wykupić wieś 11 lat później. Przed III wojną północną w Małkowie żyło 2 gburów i 5 chałupników, natomiast już w 1710 roku pozostał jedynie 1 gbur i 4 chałupników. Wojna o sukcesje polską powodowała dalsze straty i ubożenie miejscowości.
Po rozbiorze Polski od 1778 roku do 1795 dzierżawcą Małkowa był Kazimierz Erdman von Brauneck. Od tego momentu rozpoczął się proces odbudowy sytuacji ekonomicznej wsi oraz jej coraz większe zaludnianie. W 1789 roku we wsi znajdowało się 14 domostw, już w 1820 roku miejscowość zamieszkiwana była przez 120 osób. W 1910 roku Małkowo zamieszkiwane było przez 169 mieszkańców, którzy w przeważającej większości byli Kaszubami. 
W spisie sporządzonym w latach 1903-1909, właścicielem wsi jest Max Bölcke. W zapisach wspomniano również o istniejącej na terenie wsi gorzelni parowej. W drugiej połowie XIX wieku powstał dwór.

### Dzieje współczesne
Ostatnim właścicielem Małkowa przed rozpoczęciem II Wojny Światowej był Rudolf Boelcke. Jego prochy zostały pochowane w miejscowości, a w miejscu pochówku postawiono głaz z wyrytym imieniem i datami urodzin oraz śmierci.

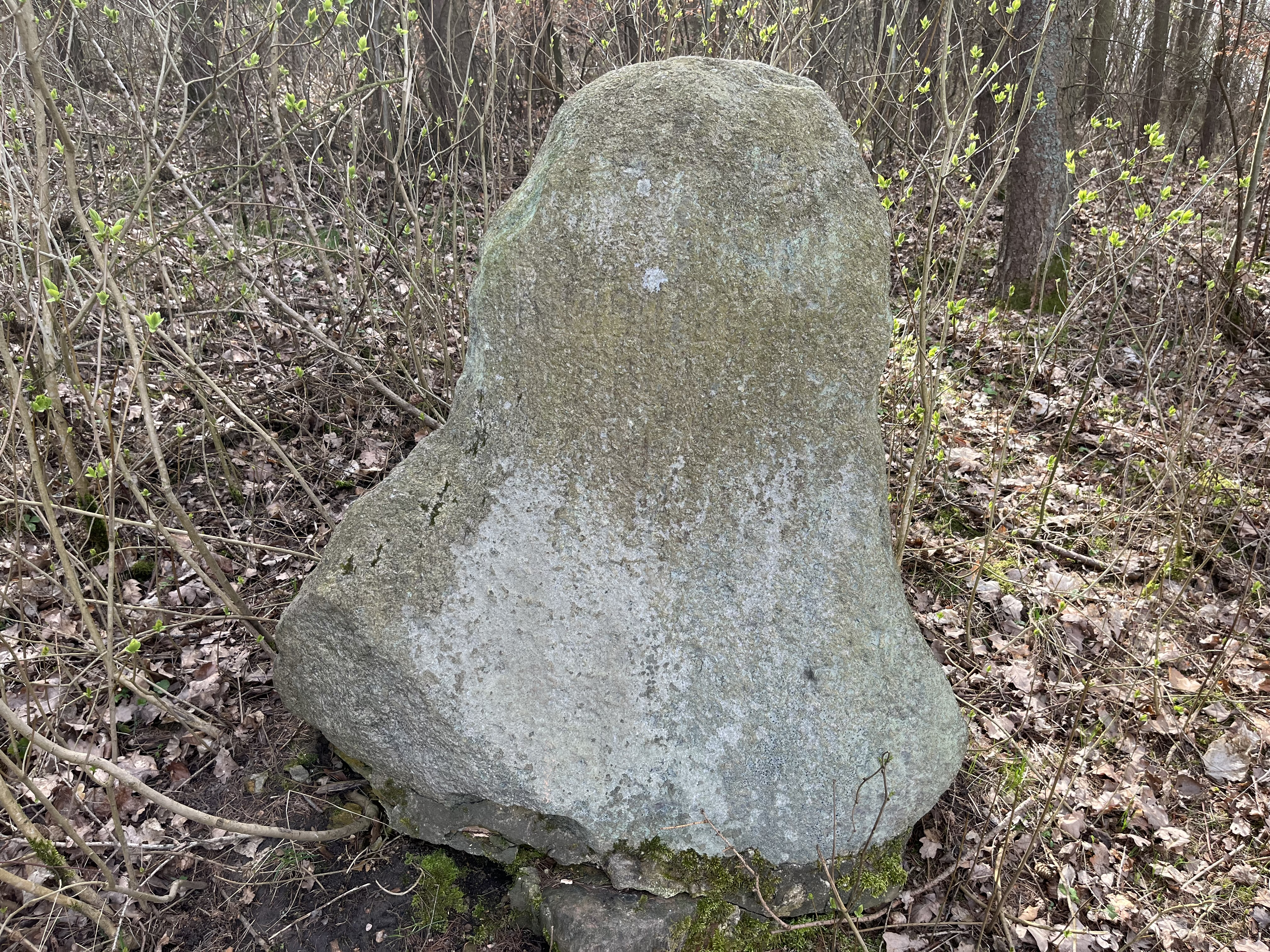
Grób Rudolfa Boelcke - ostatniego właściciela Małkowa

Miejscowość pod koniec wojny znajdowała się na trasie Marszu Śmierci z obozu w Stutthofie. W czasie walk w trakcie operacji pomorskiej w okolicach miejscowości zginęło wielu żołnierzy niemieckich oraz radzieckich których chowano w zbiorowych mogiłach, ciała te po ustaniu działań wojennych ekshumowano i pochowano na cmentarzu wojennym w Żukowie. W jednym z już nieistniejących domów Rosjanie stworzyli mały szpital dla rannych żołnierzy. 
Po wojnie w miejscowości znajdowała się szkoła podstawowa ulokowana w dworze.

## Geografia

### Położenie
Małkowo jest sołectwem gminy Żukowo, położonym w centralnej części gminy, na północny zachód od Żukowa. Miejscowość jest oddalona od Gdańska o około 20km na zachód, a od Kartuz o 10 km w północno-wschodnim kierunku. Graniczy z sołectwami Żukowo-wieś, Pępowo, Miszewo oraz z gminą Przodkowo. W latach 1975–1998 miejscowość administracyjnie należała do województwa gdańskiego.

Według zaktualizowanego w 2018 podziału fizycznogeograficznego Jerzego Kondrackiego, Małkowo znajduje się w mezoregionie Pojezierza Kaszubskiego (314.51).

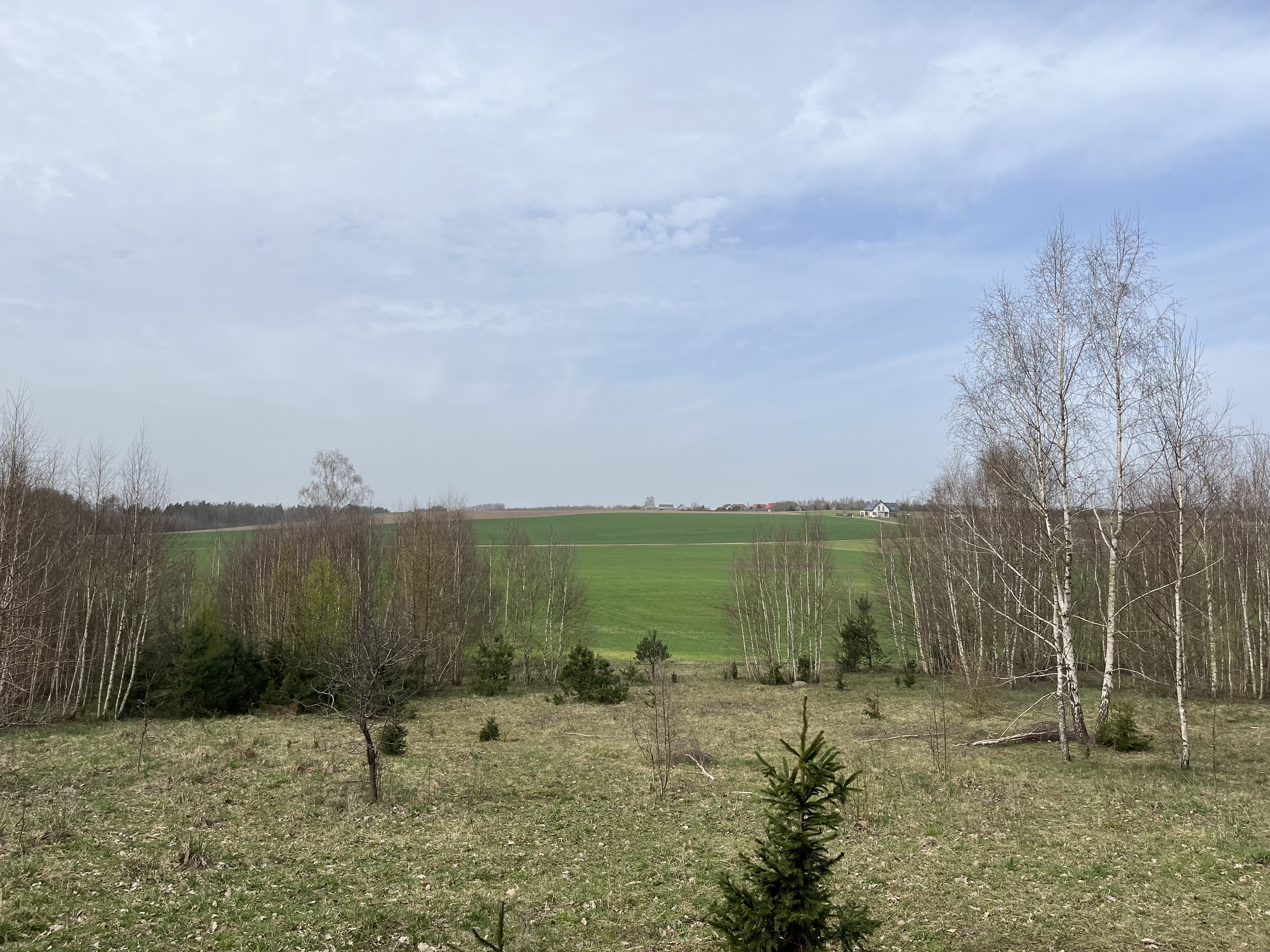
Wiosenny krajobraz Małkowa

### Geologia
Wieś leży na terenach polodowcowych, przez co na większości obszaru wsi występują gliny zwałowe oraz piaski i żwiry sandrowe powstałe w wyniku działalności zlodowacenia północnopolskiego.

### Klimat
Według podziału Polski na regiony klimatyczne według W. Wiszniewskiego i W. Chełchowskiego miejscowość leży w regionie Pojezierza Pomorskiego. Średnia roczna temperatura wynosi 7,9 °C. Średnia suma opadów wynosi 747 mm. Okres wegetacyjny wynosi 220 dni. 

### Flora i fauna
W Małkowie występują lasy mieszane o strukturze zbliżonej dla lasów w powiecie kartuskim. W drzewostanie dominują sosny pospolite wraz z dużym udziałem buku. We wsi znajduje się jeden pomnik przyrody - 250-letni dąb szypułkowy.
Sposród ptaków spotykane są żurawie, czaple siwe oraz bociany białe, natomiast występujące ssaki to sarny, dziki oraz lisy.

### Hydrografia
Miejscowość znajduje się w zlewni Raduni. Przez wieś przepływa rzeka Mała Słupina - dopływ rzeki Radunia, która jest lewym dopływem Motławy, która wpływa do Martwej Wisły.
We wsi nie występują jeziora.

## Demografia
Struktura demograficzna mieszkańców Małkowa według Narodowego Spisu Powszechnego z 2021 roku.
| Opis                                | Ogółem | Ogółem | Kobiety | Kobiety | Mężczyźni | Mężczyźni |
| ----------------------------------- | ------ | ------ | ------- | ------- | --------- | --------- |
| Jednostka                           | osób   | %      | osób    | %       | osób      | %         |
| Populacja                           | 802    | 100    | 389     | 48,5    | 413       | 51,5      |
| Wiek przedprodukcyjny (0–17 lat)    | 218    | 27,18  | 103     | 12,84   | 115       | 14,34     |
| Wiek produkcyjny (18–65 lat)        | 491    | 61,22  | 230     | 28,68   | 261       | 32,54     |
| Wiek poprodukcyjny (powyżej 65 lat) | 93     | 11,6   | 56      | 6,98    | 37        | 4,61      |

## Gospodarka
W marcu 2024 roku we wsi zarejestrowanych było 155 podmiotów gospodarczych, najczęstszym profilem działalności są przedsiębiorstwa rolnicze. W miejscowości funkcjonuje główny zakład produkcyjny firmy Rockfin. Znajdują się tu również dwa sklepy spożywcze.

## Morfologia i zabytki

### Morfologia wsi
Wieś zorganizowana jest wzdłuż głównej drogi (ulicy Pałacowej) od której odchodzą poboczne ulice z zabudowaniami. Układ Małkowa obecnie scharakteryzować można jako wielodrożnica.

### Zabytki
We wsi nie znajduje się żaden obiekt wpisany do Wojewódzkiego Rejestru Zabytków. Natomiast w Wojewódzkiej Ewidencji Zabytków Archeologicznych widnieją 3 obiekty – Dwór w Małkowie pochodzący z 2 połowy XIX wieku, zespół dworsko-parkowy oraz park w tym zespole – oba powstały w tym samym okresie co dwór.

## Transport

### Komunikacja autobusowa
We wsi znajduje się 7 przystanków autobusowych:
- Małkowo Gdyńska;
- Małkowo Brzozowa;
- Małkowo Lipowa;
- Małkowo Świetlica;
- Małkowo Pałac;
- Małkowo Zielona;
- Małkowo Parkowa.

Przewoźnikami obsługującymi regularne trasy autobusowe jest ZKM Gdynia (linia Z), ZTM Gdańsk (linia 126), Przewozy Albatros (linia Z27)

### Transport drogowy
Przez miejscowość przebiega droga krajowa nr 20. Na wschodniej granicy wsi przebiegać będzie Obwodnica Metropolitalna Trójmiasta.

## Turystyka
Miejscowość nie posiada tak wielu zabytków w porównaniu do okolicznych miejscowości, przez co nie jest chętnie wybieraną destynacją przez podróżujących. Przez wieś przebiega jeden szlak nordic walking
- „Nordic Walking trasa nr.1”: Żukowo - Małkowo